# 宇品駅

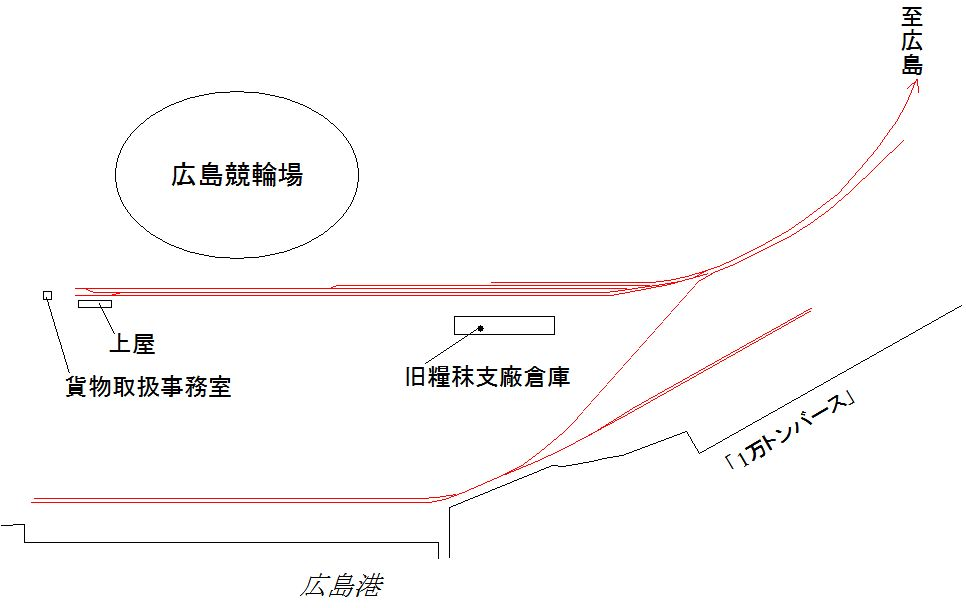
配線図 1974年国土交通省の航空写真より作成。細部の渡り線は未反映

宇品駅（うじなえき）は、かつて広島県広島市（現在の南区宇品）にあった日本国有鉄道（国鉄）宇品線の駅。同線の終着駅であった。

## 歴史
- 1897年（明治30年）5月1日：陸軍省線の駅として開業[1]。山陽鉄道が借入れ、一般駅として営業[1]。
- 1901年（明治34年）9月1日：営業休止[1]。
- 1902年（明治35年）12月29日：移転し営業再開[1]。
- 1906年（明治39年）12月1日：山陽鉄道の国有化に伴い、陸軍省から逓信省（官設鉄道）に移管[1]。
- 1909年（明治42年）10月12日：線路名称制定[2]、宇品線所属駅となる[2]。
- 1919年（大正8年）9月1日：旅客営業廃止（貨物駅となる）[3]、山陽本線に所属線を変更[4]。
- 1923年（大正12年）2月15日：荷物の取扱を再開[1]（一般駅に戻る）。
- 1930年（昭和5年）12月20日：芸備鉄道が借入れ、旅客営業（荷物取扱を含む）を開始。国鉄駅としては荷物の取扱を廃止し貨物駅となる[5]。
- 1937年（昭和12年）7月1日：芸備鉄道の国有化に伴い、国鉄駅としても旅客営業を開始（一般駅となる）[6]。所属線を宇品線に変更。
- 1947年（昭和22年）2月26日：駅舎改築[7]。
- 1966年（昭和41年）12月20日：宇品線部分廃止に伴い廃止[1]。宇品積卸線の終着地点（宇品貨物取扱所）となる。
- 1972年（昭和47年）4月1日：宇品線廃止。宇品四者協定線の終着地点となる。
- 1986年（昭和61年）10月1日：宇品四者協定線廃止。

## 駅構造
単式ホーム1面1線と、複数の貨物用側線を有していた地上駅。ホームは563 mあり、京都駅の558 mよりも長く日本一だったと言われていた。ホーム上には陸軍糧秣支廠のレンガ倉庫があり、1986年まで通運業者の倉庫として使用されていた。また、広島港県営上屋などへの専用線も分岐していた。なお、近くには広島電鉄宇品線（路面電車）の海岸通電停があった。

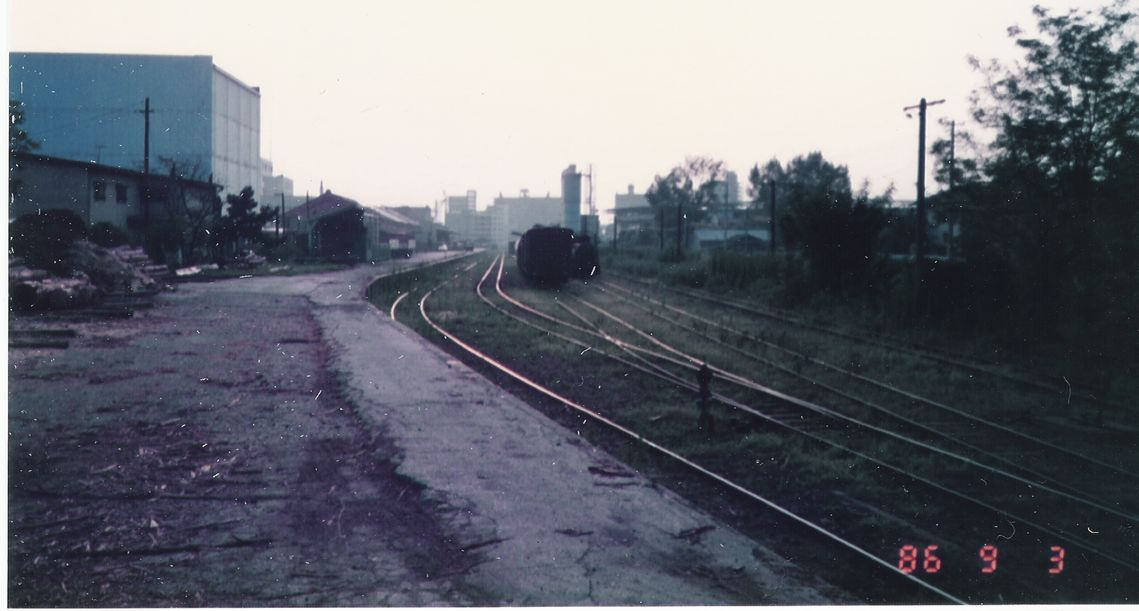
ホーム東端から西望（1986年9月）
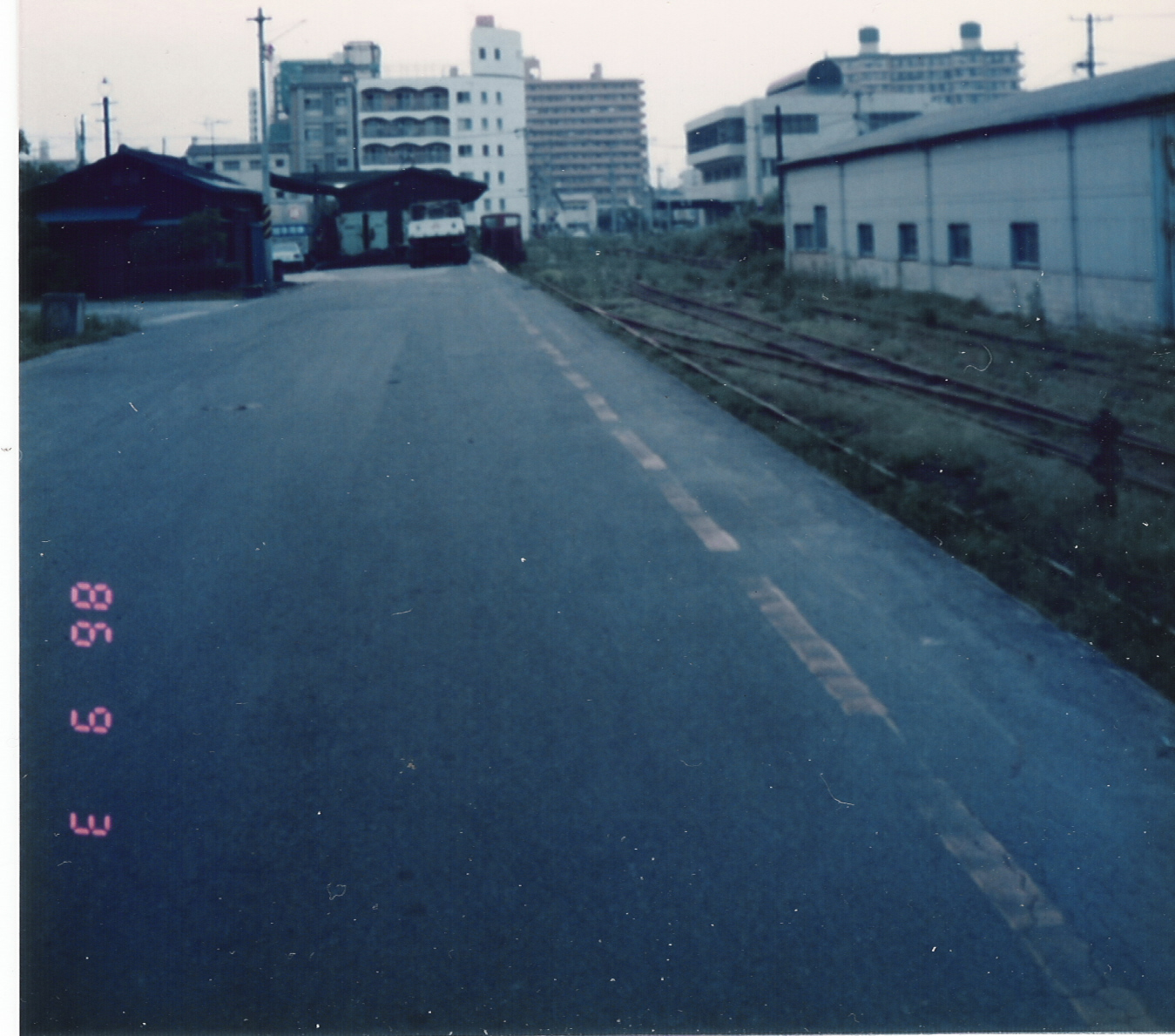
ホーム西端付近（1986年9月）
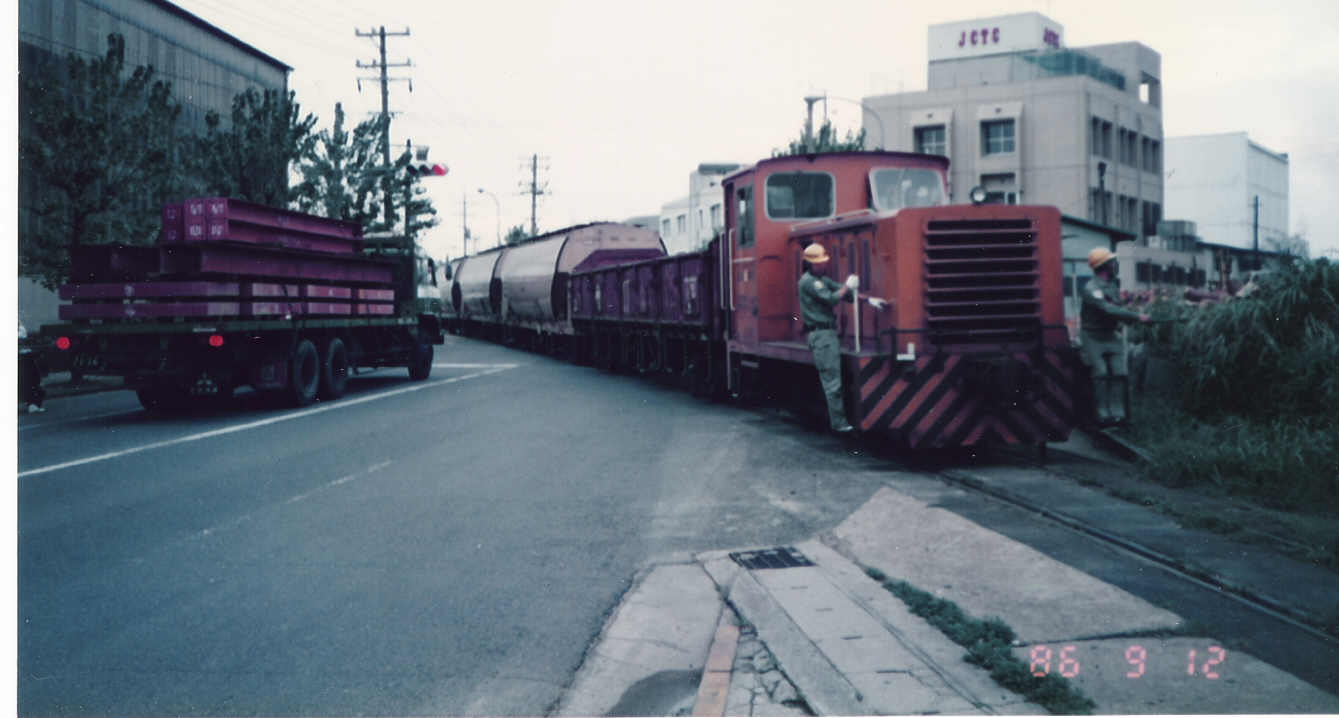
臨港線から駅構内への入替え（1986年9月）
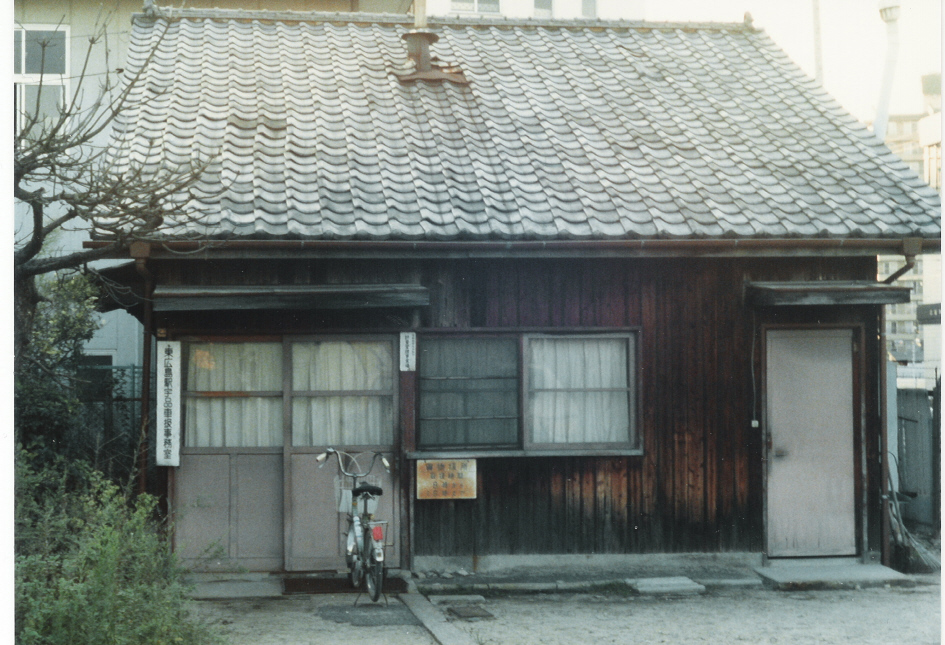
終端（西端）にあった旧宇品駅駅舎の「東広島駅宇品車扱事務室」（1986年9月）

## 利用状況
以下の情報は、広島市勢要覧に基づいたデータである。
| 年度               | 1日平均 乗車人員 | 1日平均 降車人員 |
| ------------------ | ---------------- | ---------------- |
| 1947年（昭和22年） | 4,451            | -                |
| 1948年（昭和23年） | 2,895            | -                |
| 1949年（昭和24年） | 2,200            | -                |
| 1950年（昭和25年） | 2,230            | -                |
| 1951年（昭和26年） | 1,729            | 1,724            |

| 年度               | 1日平均 乗車人員 | 年度毎 乗客数 | 年度毎 降車数 | 年度毎 発送貨物(t) | 年度毎 到着貨物(t) |
| ------------------ | ---------------- | ------------- | ------------- | ------------------ | ------------------ |
| 1952年（昭和27年） | 1,184.2          | 432,246       | -             | -                  | -                  |
| 1953年（昭和28年） | 1,031.7          | 376,564       | -             | -                  | -                  |
| 1954年（昭和29年） | 905.2            | 330,400       | -             | -                  | -                  |
| 1955年（昭和30年） | 844.7            | 309,171       | -             | -                  | -                  |
| 1956年（昭和31年） | 793.9            | 289,763       | -             | -                  | -                  |
| 1957年（昭和32年） | 744.4            | 271,694       | -             | 72,767             | 33,295             |
| 1958年（昭和33年） | 515.1            | 188,015       | 203,522       | 63,591             | 29,908             |
| 1959年（昭和34年） | 449.4            | 165,826       | 188,100       | 70,312             | 38,451             |
| 1960年（昭和35年） | 419.7            | 153,195       | 176,560       | 59,322             | 44,197             |
| 1961年（昭和36年） | 373.8            | 136,443       | 138,724       | 62,536             | 60,701             |
| 1962年（昭和37年） | 382.7            | 139,700       | 140,449       | 60,527             | 63,765             |

以上の1日平均乗車人員は、年度毎乗客数を365（閏年が関係する1955・1959年は366）で割った値を、小数点第二位で四捨五入。小数点一位の値にした物である。
| 年度               | 1日平均 乗車人員 | 年度毎 総数 | 定期券 総数 | 普通券 総数 | 年度毎 発送貨物(t) | 年度毎 到着貨物(t) |
| ------------------ | ---------------- | ----------- | ----------- | ----------- | ------------------ | ------------------ |
| 1963年（昭和38年） | 380.6            | 278,611     | 146,460     | 132,151     | 55,999             | 83,326             |
| 1964年（昭和39年） | 426.2            | 311,097     | 136,064     | 175,033     | 49,142             | 96,093             |
| 1965年（昭和40年） | 415.3            | 303,189     | 165,012     | 138,177     | 50,541             | 83,823             |
| 1966年（昭和41年） | 281.8            | 205,712     | 117,582     | 88,130      | 30,197             | 59,140             |

以上の1日平均乗車人員は、乗車数と降車数が同じであると仮定し、年度毎総数を365（閏年が関係する1963年は366）で割った後で、さらに2で割った値を、小数点第二位で四捨五入。小数点一位の値にした物である。
乗車数グラフ

## その他
- 廃止後もホームが残っていたが広島南道路建設のため、2004年（平成16年）5月に撤去された。

## 隣の駅
日本国有鉄道
宇品線
丹那駅 - 宇品駅